# Ezetymib
Ezetymib – organiczny związek chemiczny, lek o działaniu hipolipemicznym.
Działa poprzez hamowanie w jelicie absorpcji egzogennego cholesterolu pochodzenia pokarmowego i znajdującego się w żółci. W większym stopniu może znaleźć zastosowanie w terapii skojarzonej niż w monoterapii, gdzie powstały już preparaty złożone, łączące ezetymib ze statynami (Vytorin®, Inegy®). Pozwala to w lepszy sposób regulować podwyższony poziom cholesterolu i zmniejszyć dawki statyn stosowanych w monoterapii.
Ezetymib łączy się z białkiem Niemann-Pick C1 like 1 (NPC1L1) w nabłonku błony śluzowej jelita. Białko to odgrywa zasadniczą rolę we wchłanianiu cholesterolu do wnętrza komórki, stąd lek ten zmniejsza stężenie cholesterolu we krwi.
Uważa się ezetymib może skutecznie zmniejszać remnanty chylomikronów, a także że może być ważną metodą leczenia pacjentów z hipercholesterolemią oraz cukrzycą bądź zespołem metabolicznym.
Niektóre z nazw handlowych ezetymibu w Stanach Zjednoczonych to: Zetia, Ezemibe, Ezetrol.
W Polsce został zarejestrowany w połowie 2006 roku pod nazwą Ezetrol.
W 21 sierpnia 2008 roku FDA wszczęło procedurę sprawdzającą, czy stosowanie ezetymibu wspólnie z simwastatyną (preparat Vytorin) nie wiąże się ze zwiększonym ryzykiem rozwoju raka.
Stwierdzono, że ezetymib jest jedynym związkiem niestatynowym, który, dodany do statyn, zmniejsza ryzyko wystąpienia incydentów sercowo-naczyniowych.